# Лукашівська сільська рада (Монастирищенський район)
Лукаші́вська сільська́ ра́да — адміністративно-територіальна одиниця та орган місцевого самоврядування в Монастирищенському районі Черкаської області. Адміністративний центр — село Лукашівка.

## Загальні відомості
- Населення ради: 929 осіб (станом на 2001 рік)

## Населені пункти
Сільській раді були підпорядковані населені пункти:
- с. Лукашівка
- с. Тарасівка

## Склад ради
Рада складалася з 12 депутатів та голови.
- Голова ради: Журавель Любов Стратонівна
- Секретар ради: Лісніченко Тетяна Миколаївна

### Керівний склад попередніх скликань
| Прізвище, ім'я, по батькові   | Основні відомості                                                 | Дата обрання | Дата звільнення |
| ----------------------------- | ----------------------------------------------------------------- | ------------ | --------------- |
| Скригонюк Анатолій Григорович | Сільський голова, 1954 року народження, безпартійний              | 26.03.2006   | 31.10.2010      |
| Журавель Любов Стратонівна    | Сільський голова, 1961 року народження, освіта вища, позапартійна | 31.10.2010   |                 |

Примітка: таблиця складена за даними сайту Верховної Ради України

### Депутати
За результатами місцевих виборів 2010 року депутатами ради стали:

#### За суб'єктами висування
| Суб'єкт висування | Кількість обраних депутатів | %    |
| ----------------- | --------------------------- | ---- |
| Партія регіонів   | 10                          | 83,3 |
| Самовисування     | 2                           | 16,7 |

#### За округами
| № округу        | Прізвище, ім'я, по батькові     | Дата визнання обраним | Освіта             | Партійна приналежність | Відомості про обраного депутата                  |
| --------------- | ------------------------------- | --------------------- | ------------------ | ---------------------- | ------------------------------------------------ |
| Партія регіонів |                                 |                       |                    |                        |                                                  |
| 1               | Гаврилюк Сергій Васильович      | 03.11.2010            | середня спеціальна | член Партії регіонів   | ТОВ «Лукашівка І К», бригадир тракторної бригади |
| 2               | Шаповал Микола Іванович         | 03.11.2010            | середня спеціальна | член Партії регіонів   | ТОВ «Лукашівка І К», тракторист                  |
| 4               | Осауленко Галина Олександрівна  | 03.11.2010            | вища               | член Партії регіонів   | Лукашівський НВК, директор                       |
| 5               | Гурман Сергій Олександрович     | 03.11.2010            | вища               | член Партії регіонів   | підприємець                                      |
| 6               | Мандрика Ганна Володимирівна    | 03.11.2010            | середня спеціальна | член Партії регіонів   | Лукашівський НВК, кухар                          |
| 7               | Вовкотруб Петро Адамович        | 03.11.2010            | середня            | позапартійний          | пенсіонер                                        |
| 8               | Казаматова Валентина Петрівна   | 03.11.2010            | вища               | позапартійна           | Лукашівський НВК, вчитель початкових класів      |
| 9               | Гонишко Петро Петрович          | 03.11.2010            | вища               | член Партії регіонів   | ТОВ «Лукашівка І К», агроном                     |
| 11              | Панасюк Людмила Мусіївна        | 03.11.2010            | вища               | позапартійна           | Лукашівська с/р, бухгалтер                       |
| 12              | Лісніченко Тетяна Миколаївна    | 03.11.2010            | вища               | позапартійна           | Лукашівська с/р, секретар                        |
| Самовисування   |                                 |                       |                    |                        |                                                  |
| 3               | Корчомна Наталія Володимирівна  | 03.11.2010            | вища               | позапартійна           | фермерське господарство «Олена», бухгалтер       |
| 10              | Корчомний Володимир Миколайович | 03.11.2010            | вища               | позапартійний          | фермерське господарство «Олена», голова          |